# Homer Scissorhands
«Homer Scissorhands» (рус. Гомер Руки-ножницы) — двадцатая серия двадцать второго сезона Симпсонов.

## Сюжет
После того как Барт и Лиза испортили причёску тёти Пэтти, Гомеру пришлось привести её волосы в порядок. На удивление, причёска получилась настолько хорошей, что Сельма решает продолжить пользоваться услугами Гомера. Позже к Симпсонам во время ужина приходит женщина в поисках лучшего парикмахера в городе. Она даёт сто долларов, чтобы Гомер привёл её в порядок. Она остаётся довольна результатом и наводит Гомера на мысль о собственной парикмахерской.
В это время Милхаус, узнав «страшную» тайну о том, что все люди умирают, решает жить каждый день так, будто он последний. На следующий день в школьной столовой он исполняет «Песню о любви», написанную специально для Лизы. Но, несмотря на все его старания, Лиза говорит, что не любит его и никогда не полюбит. Расстроенный Милхаус, направляясь к выходу, встречает девочку Таффи, которая восхищена его поступком.
В своём салоне Гомер замечает, что бесконечные жалобы женщин на своих мужей начинают его раздражать. К тому же, придя в бар, чтобы выпить с друзьями, он видит все их недостатки, о которых слышал в салоне. В надежде вернуть всё как было Гомер пытается закрыть свой салон, но поклонницы его таланта не дают ему это сделать. Даже идея Ленни — начать халтурить на работе — не принесла результатов, так как из-за своего таланта у Гомера всё равно выходит шедевр.
Лиза, обделённая вниманием Милхауса, начинает его преследовать. На холме для влюбленных она наталкивается на Милхауса с Таффи, в результате чего Таффи его бросает, говоря, что он так и не смог забыть Лизу (у Лизы появился шанс стать свободной от Милхауса, но её внутренний голос не дает ей насладиться свободой).
Мистер и Миссис Симпсоны появляются на званом вечере. Все остаются в восторге от причёски Мардж, но после того, как восхищённая публика говорит ей, что Гомер превзошёл самого себя, он возражает и говорит, что причёску сделал Хулио. В скором времени о таланте Гомера все забывают, и теперь он может заниматься волосами своей жены, получая истинное удовольствие.

## Культурные отсылки
- Название пародирует фильм «Эдвард Руки-ножницы». Стрижка Линдси Нейгл на кухне Симпсонов и Мэгги, кружащаяся по кухне среди разлетающихся волос — отсылка к этому же фильму.
- В этом эпизоде Мэгги собирается наконец-то заговорить, но её прерывает Гомер, утомленный женской болтовней во время работы в салоне.
- Милхауc смотрит мультфильм «В поисках Немо».

## Отношение критиков и публики
Во время первого показа эпизод посмотрели в 5,48 млн квартир, что составило 8 % от количества телезрителей в возрасте от 18 до 49 лет и 2,5 % от общего количества населения.